# Магомет
Мухáммад  (араб. محمد — Muhāmmad, «той, кого хвалять») (нар. 570 — пом. 8 червня 632) — центральна фігура в ісламі, пророк, проповідник єдинобожжя. Згідно з ісламською доктриною, Мухаммаду шляхом одкровення було передано Коран, священну книгу мусульман.
Мусульмани вважають його останнім із пророків від часів монотеїзму, в тому сенсі, що, відповідно до слів, що містяться в Корані, і саме ним закінчується цикл одкровень монотеїстично-авраамічних часів в історії людства.
Мухаммад — центральна фігура в ісламі, це зробило його визначальною історичною постаттю в світовій історії. Він також був політичним діячем, засновником і головою мусульманської громади (умми), яка в процесі його безпосереднього правління склала сильне і досить велике державне формування на Аравійському півострові. Власне саме за правління Мухаммада більшість арабів було об'єднано в одну державу.

## Ім'я

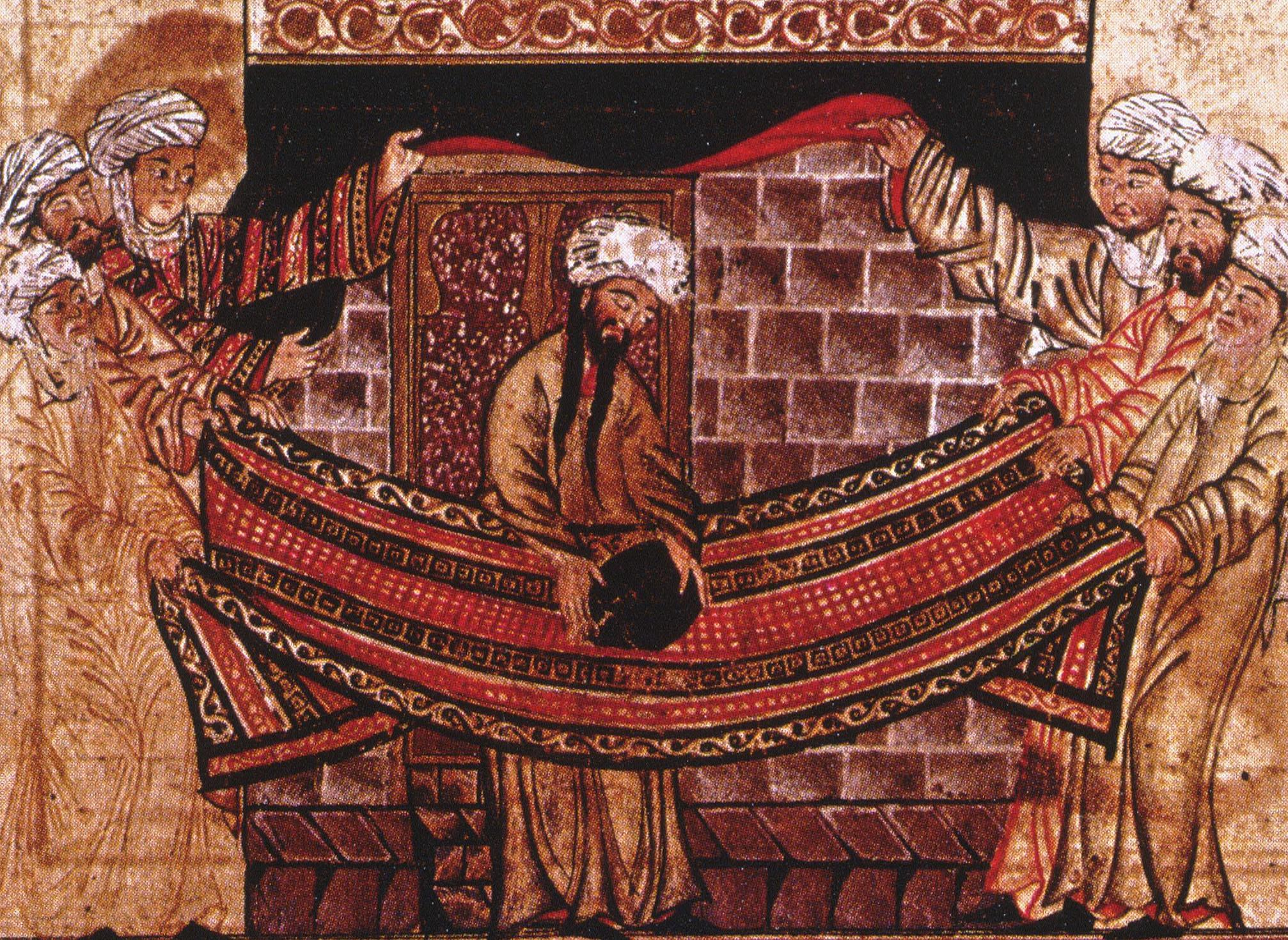
Магомет встановлює Чорний камінь 605 року (Мініатюра з «Джамі ал-Таварих» Рашида ад-Діна, 1315)

В ісламі імені приділяється велике сакральне значення. Ім'я Магомет означає «Возвеличуваний», «Гідний хвали». У Корані він називається за ім'ям лише 4 рази, але називається також пророком (ан-Набі), вісником (Расул), слугою Бога (Абд), вісником (Башир), попереджувачем (Надхір), нагадувачем (Мудхаккір), свідком (Шахід) та іншими іменами-епітетами. Згідно з мусульманською традицією, після вимови або написання імені пророка Магомета, завжди говорять слова «Солля Аллагу алейгі ва салям» (араб. صلى الله عليه وسلم) — тобто «мир йому і благословення Аллаха».
Повне ім'я Магомета включає імена всіх його відомих предків по прямій чоловічій лінії, починаючи від Адама, а також містить кунью на ім'я його сина Касима (це ім'я означає «який ділив»; за життя Магомета ніхто не міг називати свого сина Касімом, бо ця кунья була закріплена за Магометом). Повністю ім'я пророка Магомета виглядає так: Абу аль-Касім Мухаммад ібн 'Абд Аллах ібн Абд аль-Мутталіба ібн Хашим (ім'я Хашима — Амр) ібн Абд Манаф (ім'я Абд Манафа — аль-Мугіра) іль ібн Кусаййа ібн Кілаб ібн Мурра ібн Кааб ібн Луая ібн Галіб ібн Фіхр ібн Малік ібн Ан-Надр ібн Кінана ібн Хузайма ібн Мудрік (ім'я Мудріка — Амір) ібн Ільяс ібн Мудар ібн Нізар ібн Мадді ібн Аднан ібн Адад (вимовляють також — Удад) ібн Мукаввім ібн Нахур ібн Тайра ібн Яруб ібн Яшджуб ібн Набіт ібн Ісмаїл ібн Ібрагім (Халіль ар-Рахман) ібн Таріх (це Азар) ібн Нахур ібн Саруг ібн Шаліх ібн Ірфхашад ібн Сам ібн Нух ібн Ламка ібн Матті Шалах ібн Ахнух (це, як стверджують, пророк Ідріс; він був першим з роду людського, якому даровано пророцтво і який писав тростинним пером) ібн Іард ібн Махлі ібн Кайнан ібн Іаніш ібн Шит ібн Адам.

## Біографія

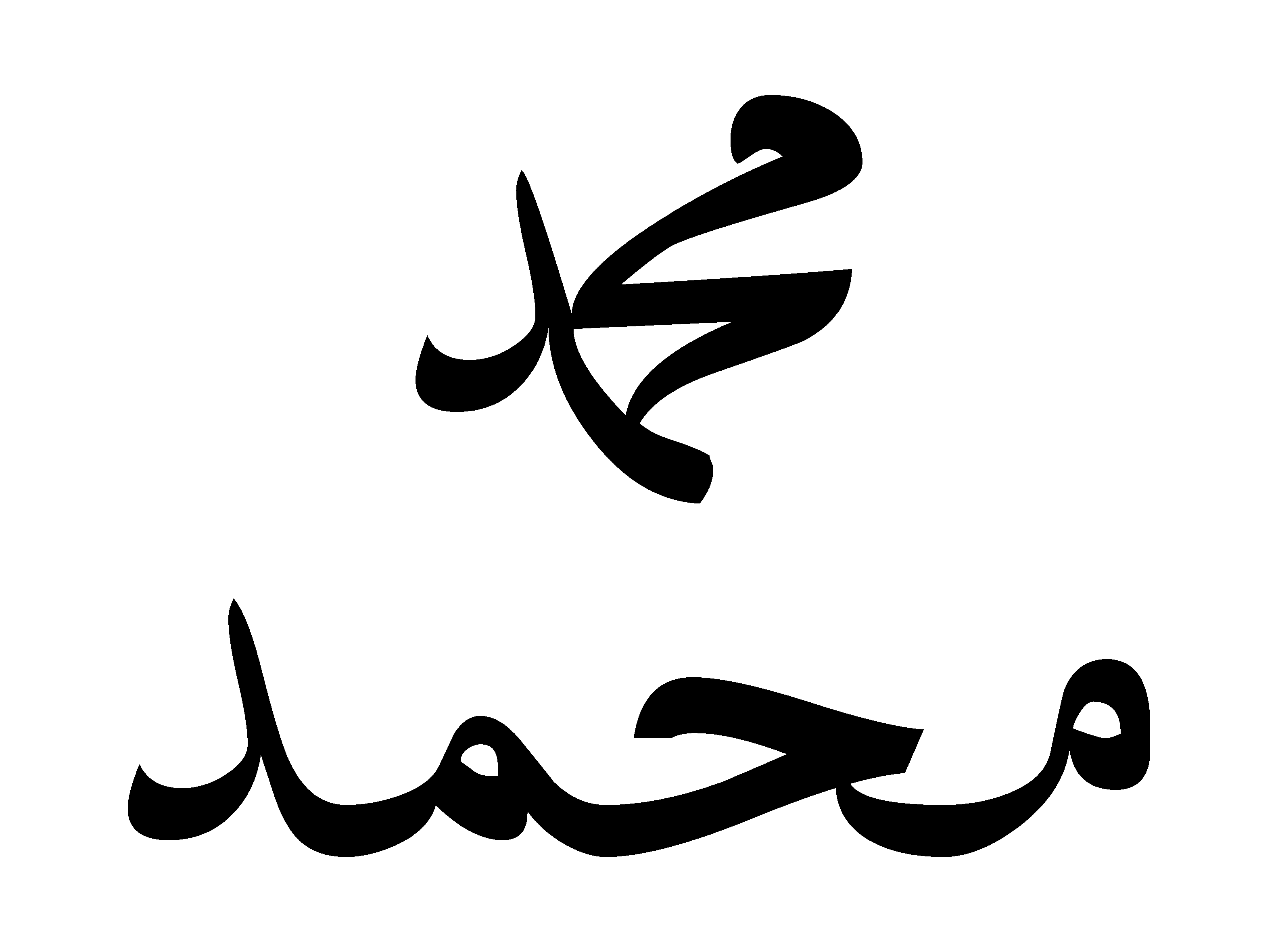
Слово «Мухаммад»: як лігатура (вгорі) і звичайне написання (внизу).

Народився 12 дня місяця рабі-аль-авваль, року Слона (за місячним календарем) або в понеділок на заході сонця в місті Мекка в небагатій родині. Стосовно перерахунку дати народження на григоріанський календар існують кілька версій — 30 серпня 570 р., або можливо 28 вересня, (за старим юліанським 26 вересня), що більш ймовірно за астрономічними даними. У віці шести років, після смерті батьків, став сиротою. Надалі виховувався у далеких родичів, а пізніше в домі свого діда, і змалку був знайомий з торгівлею. Він найнявся вести справи багатої мекканської вдови Хадіджі, з якою одружився у 25 років. Після цього Магомет деякий час займався торгівлею, після чого виступив як проповідник. Подружжя мало шестеро дітей, включаючи дочку Фатіму.
Відповідно до ісламу у віці 40 років, Магомет почав бачити видіння: звістку про те, що він є пророком Бога. Йому з'явився архангел Джабраїл, який потім у місяці Рамадані уві сні продиктував пророку текст Корану — священної книги мусульман.
У 613 році Магомет почав проповідувати, заохочував багатих допомагати бідним, закликав знищувати ідоли. В Мецці він не знайшов значної підтримки, а тільки нажив собі ворогів серед прихильників старих культів, що змусило його в 622 році разом з послідовниками вирушити до Медини, де мусульманська громада поступово набирала силу. Саме тут сформувалися основні принципи релігійного вчення, ритуалу і організації громади. У Медині побудовано першу мечеть, встановлено основні ритуали і обряди — правила молитви, посту та інші.
Послідовників Магомета спочатку було небагато, і протягом 13 років вони зазнавали ворожості з боку мекканських багатобожників. Щоб уникнути переслідувань, він відправив деяких зі своїх послідовників в Абіссінію в 615 році, перш ніж він і його послідовники мігрували з Мекки в Медину (тоді відому як Ятриб) пізніше в 622 році. Ця подія, Хіджра, знаменує собою початок ісламського календаря, також відомий як Календар Хіджри. У Медині Магомет об'єднав племена відповідно до Конституції Медини. У грудні 629 року, після восьми років періодичних боїв із меканськими племенами, Магомет зібрав армію з 10 000 новонавернених мусульман і рушив на місто Мекку. Завоювання пройшло практично без опору і Магомет захопив місто з невеликим кровопролиттям. У 632 році, через кілька місяців після повернення з прощального паломництва, він захворів і помер. На момент його смерті більшість Аравійського півострова прийняла іслам.

## Дружини Магомета
Відомий історик Масуді в своїй книзі «Муруджуз-захаб» відзначає, що пророк Магомет мав 15 дружин. Інший відомий історик Йагубі пише, що пророк Магомет мав 21 або ж 23 дружини. Йагубі відзначає, що пророк вступив у фізичні зносини тільки з 13 дружинами, а решта померли або після укладення шлюбу, або до шлюбної ночі, або ж пророк розлучився з ними ще до шлюбної ночі. До переліку 13-ти дружин належать 11 дружин, згадані в книзі «Сірейі-Ібн Хішам», а також Марія-коптянка і умму-Шарик Газійа (Кардава вказує тільки на дев'ять, але без Хадіджі, тобто десять, це число жінок, які пережили пророка (за свідченням Ібн Хішама). Дослідник Уотт вказує, що багато племен претендували на родинні зв'язки з Магометом, тому список дружин може бути сильно перебільшений. Він називає імена лише одинадцяти дружин (з Хадіджею), що ближче до традиційних уявлень (також він наводить імена двох наложниць). Пророк Магомет одружився зі всіма до Коранічної заборони, де заборонялося мати більше чотирьох дружин. Усі дружини, крім Аіші, були до нього у шлюбах, тобто не були цнотливими. Усі дружини мали статус «мати віруючих (або правовірних)».
Послідовний перелік супутниць життя пророка Магомета:
- Першою дружиною була Хадіджа, яка була за свого життя його єдиною жінкою. Вона була першою людиною, яка прийняла іслам, завжди підтримувала його, тому рік її смерті названий «роком смутку».
- Сауда бінт Зама, з якою Магомет одружився у 53 роки, вже після смерті Хадіджі, переселившись до Медини. Вона була вдовою одного з перших мусульман, та послідовників Магомета, ас-Сакрал Амра.
- Аїша, дочка його найближчого сподвижника Абу Бакра. Її вік 12-13 років (за однією з версій, хоча є версії про те, що їй було 6-7, 17 і навіть 27 років[12]) є предметом критики тодішніх аравійців вчинку Магомета. Аїша відрізнялася розумом і після Хадіджі була найулюбленішою серед дружин. Аїша ревнувала пророка, засуджувала його багатоженство і часто ставала джерелом скандалів. Одного разу Магомет забув взяти її з собою до Мекки, так що сподвижникові пророка Савфану довелося вирушити з Аїшою йому навздогін. Те, що Аїша знаходилася одна в товаристві стороннього чоловіка, спричинило чутки та підозри, а Магомет деякий час цурався її і тримався з нею доволі холодно. Ця подія знайшла відгомін в Корані (сура 24:11-20). Сама ж Аїша була ображена підозрілістю чоловіка. Їй приписують авторство ранніх хадисів про пророка. Опис її характеру одним з перших мусульман: «Я не зустрічав нікого, окрім Айші, хто б знав більше про сунну (практику) посланця Аллаха, нехай благословить його Аллах, нікого, хто б розумніше висловлював свою думку, якщо питали про її думки, нікого, хто краще б розбирався у віршах, та одкровенні, в них закладеному, або підрахунку фараїду (спадку)».[13]
- Хафса, дочка його сподвижника Умара. Вона була вдовою одного з мусульман, який загинув у битві при Бадрі і, за свідченнями, не відрізнялася великою красою. Їй було 18 років, тому й вона та Аїша, близькі за віком, стали близькими подругами. Хафса часом добряче псувала настрій пророку скандалами, так що той ходив цілий день сердитий[14].
- Зайнаб бінт Хузайма, яка померла усього через три місяці після вступу в шлюб. Через щедроти і великодушність її звали «Уммуль-масакін» (мати бідних).
- Умм Салама була ще однією вдовою. Їй було 29 років, а її чоловік помер від ран, отриманих в битві при Ухуді. Умм Салама пережила свого чоловіка і пророка на понад 50 років.
- Зайнаб бінт Джахш. Жодне одруження Магомета не викликало більшого числа пересудів в арабському суспільстві. Вона була дружиною його прийомного сина Зейда ібн Харіса, але пророк почав настирливо виявляти до неї особливий інтерес. Зейд змушений був дати дружині розлучення, а Магомет, одружившись з нею, закотив грандіозне весілля. Араби вважали цей шлюб інцестом, але вчасна поява в Корані спеціального одкровення щодо даного випадку виправдала дії Магомета (Сура 33:36-40). Аїша і Хафса таємно змовилися, намагаючись відвернути увагу пророка від Зайнаб. За розповіддю Аїші: "Посланник Аллаха звик пити мед в будинку Зайнаб, дочки Джахша, і залишився з нею там. Ми з Хафса домовилися потай, що якщо він прийде до однієї з нас, то ми повинні сказати йому: «Схоже, ти з'їв магафір (тип смоли, що мала неприємний запах), коли я понюхала, від тебе пахло магафіром». Ми так і зробили, і він відповів: «Ні, але я пив мед в будинку Зайнаб, дочки Джахша, і більше ніколи не зроблю цього. Я присягну тобі в цьому, а ти нікому не розповіси про це».[15] Але з приводу підступів своїх молодих дружин Магомет висловився несхвально саме в Корані (сура 66:1-5).
- Джувайрія — дочка вождя Бану Мусталак, захоплена в полон. Їй було близько 20 років. Після цього весілля мусульмани звільнили всіх бранців з племені Бану Мусталак, до якого вона належала, тому що вони поріднилися в пророком.
- Райхана[16] — маловідома дружина пророка.
- Сафія, юдейка, чийого батька Хуайха, чоловіка Кінана і обох її братів було вбито мусульманами після походу на Хайбар.
- Рамля бінт Абу Суф'ян, дочка Абу-Суф'яна, чия сім'я втекла до Ефіопії від переслідувань курайшитів. Там її чоловік перейшов з ісламу в християнство. Після смерті чоловіка стала дружиною Магомета.
- Марія аль-Кібтія, улюблена наложниця (неофіційна дружина) пророка. Сповідувала християнство, єгипетська рабиня і уродженка. Була надіслана в подарунок єгипетським правителем пророку Магомету. Від Магомета народила сина Ібрагіма, але він помер на 10 рік хіджри, коли йому було всього 18 місяців.
- Маймуна бінт аль-Харіс, колишня своячениця дядька Магомета Аббаса.

Таке численне жіноче товариство Магомета пояснюється тогочасними устоями, оскільки в часи Середньовіччя багатоженство було дуже поширене в Аравії. Крім Аїші, всі інші дружини Магомета були вдовами, деякі навіть по кілька разів. В деяких випадках це були жінки близькі йому по крові (й такі ситуації кровозмішення не суперечили тогочасним нормам в Аравії). Магомет наприкінці свого життя обмежується чотирма офіційними дружинами, й підводить під цей факт словами Корану, тим самим узаконюючи таке положення в мусульманському суспільстві на віки. Слід відмітити, що весілля найтіснішим чином пов'язувався з дипломатичними інтересами самого Магомета, тому що в арабських традиціях того часу саме таким чином скріплювалися спілки між кланами чи племінними.
Але у світі побутує простіше та реалістичніше пояснення такої поведінки Магомета, адже за весь його тривалий вік жодна з дружин не змогла народити спадкоємця. Два сини Хадіджі та син наложниці після народження були дуже хворобливими і померли ще в ранньому віці. Магомет був дуже обтяжений такою ситуацією, тим більше його опоненти та співплемінники доволі часто насміхалися з цього приводу, адже в ті часи на Аравійському півострові звичаєві традиції зневажливо ставилися до чоловіків, що не мали синів.
Полігамія, як і раніше, практикується в багатьох ісламських країнах.

## Родинне дерево
| Wahb ibn Abd Manaf (of the Banu Zuhrah) | Wahb ibn Abd Manaf (of the Banu Zuhrah) | Wahb ibn Abd Manaf (of the Banu Zuhrah) | Wahb ibn Abd Manaf (of the Banu Zuhrah) | Wahb ibn Abd Manaf (of the Banu Zuhrah) | Wahb ibn Abd Manaf (of the Banu Zuhrah) |                             |                             |                                     |                                     |                                     |                                     |                                     |                                     |                              |                              |                                         |                                         | Hashim ibn Abd Manaf (progenitor of Banu Hashim) | Hashim ibn Abd Manaf (progenitor of Banu Hashim) | Hashim ibn Abd Manaf (progenitor of Banu Hashim) | Hashim ibn Abd Manaf (progenitor of Banu Hashim) | Hashim ibn Abd Manaf (progenitor of Banu Hashim) | Hashim ibn Abd Manaf (progenitor of Banu Hashim) |                                    |                                    |                             |                             |                             |                             |                             |                             |                  |                  |                          |                          |                          |                          |                          |                          |                                   |                                   |                                         |                                         |                                         |                                         |                                         |                                         |  |  |  |  |  |  |
| Wahb ibn Abd Manaf (of the Banu Zuhrah) | Wahb ibn Abd Manaf (of the Banu Zuhrah) | Wahb ibn Abd Manaf (of the Banu Zuhrah) | Wahb ibn Abd Manaf (of the Banu Zuhrah) | Wahb ibn Abd Manaf (of the Banu Zuhrah) | Wahb ibn Abd Manaf (of the Banu Zuhrah) |                             |                             |                                     |                                     |                                     |                                     |                                     |                                     |                              |                              |                                         |                                         | Hashim ibn Abd Manaf (progenitor of Banu Hashim) | Hashim ibn Abd Manaf (progenitor of Banu Hashim) | Hashim ibn Abd Manaf (progenitor of Banu Hashim) | Hashim ibn Abd Manaf (progenitor of Banu Hashim) | Hashim ibn Abd Manaf (progenitor of Banu Hashim) | Hashim ibn Abd Manaf (progenitor of Banu Hashim) |                                    |                                    |                             |                             |                             |                             |                             |                             |                  |                  |                          |                          |                          |                          |                          |                          |                                   |                                   |                                         |                                         |                                         |                                         |                                         |                                         |  |  |  |  |  |  |
|                                         |                                         |                                         |                                         |                                         |                                         | Фатіма бінт Амр баба        | Фатіма бінт Амр баба        | Фатіма бінт Амр баба                | Фатіма бінт Амр баба                | Фатіма бінт Амр баба                | Фатіма бінт Амр баба                |                                     |                                     |                              |                              |                                         |                                         | Абд аль-Муталіб дід                              | Абд аль-Муталіб дід                              | Абд аль-Муталіб дід                              | Абд аль-Муталіб дід                              | Абд аль-Муталіб дід                              | Абд аль-Муталіб дід                              |                                    |                                    |                             |                             |                             |                             |                             |                             |                  |                  |                          |                          |                          |                          | Halah bint Wahb          | Halah bint Wahb          | Halah bint Wahb                   | Halah bint Wahb                   | Halah bint Wahb                         | Halah bint Wahb                         |                                         |                                         |                                         |                                         |  |  |  |  |  |  |
|                                         |                                         |                                         |                                         |                                         |                                         | Фатіма бінт Амр баба        | Фатіма бінт Амр баба        | Фатіма бінт Амр баба                | Фатіма бінт Амр баба                | Фатіма бінт Амр баба                | Фатіма бінт Амр баба                |                                     |                                     |                              |                              |                                         |                                         | Абд аль-Муталіб дід                              | Абд аль-Муталіб дід                              | Абд аль-Муталіб дід                              | Абд аль-Муталіб дід                              | Абд аль-Муталіб дід                              | Абд аль-Муталіб дід                              |                                    |                                    |                             |                             |                             |                             |                             |                             |                  |                  |                          |                          |                          |                          | Halah bint Wahb          | Halah bint Wahb          | Halah bint Wahb                   | Halah bint Wahb                   | Halah bint Wahb                         | Halah bint Wahb                         |                                         |                                         |                                         |                                         |  |  |  |  |  |  |
|                                         |                                         |                                         |                                         |                                         |                                         |                             |                             |                                     |                                     |                                     |                                     |                                     |                                     |                              |                              |                                         |                                         |                                                  |                                                  |                                                  |                                                  |                                                  |                                                  |                                    |                                    |                             |                             |                             |                             |                             |                             |                  |                  |                          |                          |                          |                          |                          |                          |                                   |                                   |                                         |                                         |                                         |                                         |                                         |                                         |  |  |  |  |  |  |
|                                         |                                         |                                         |                                         |                                         |                                         |                             |                             |                                     |                                     |                                     |                                     |                                     |                                     |                              |                              |                                         |                                         |                                                  |                                                  |                                                  |                                                  |                                                  |                                                  |                                    |                                    |                             |                             |                             |                             |                             |                             |                  |                  |                          |                          |                          |                          |                          |                          |                                   |                                   |                                         |                                         |                                         |                                         |                                         |                                         |  |  |  |  |  |  |
| Аміна бінт Вахб мати                    | Аміна бінт Вахб мати                    | Аміна бінт Вахб мати                    | Аміна бінт Вахб мати                    | Аміна бінт Вахб мати                    | Аміна бінт Вахб мати                    |                             |                             | Абдаллах ібн Абд аль-Муталіб батько | Абдаллах ібн Абд аль-Муталіб батько | Абдаллах ібн Абд аль-Муталіб батько | Абдаллах ібн Абд аль-Муталіб батько | Абдаллах ібн Абд аль-Муталіб батько | Абдаллах ібн Абд аль-Муталіб батько |                              |                              | Абу Таліб дядько                        | Абу Таліб дядько                        | Абу Таліб дядько                                 | Абу Таліб дядько                                 | Абу Таліб дядько                                 | Абу Таліб дядько                                 |                                                  |                                                  | Аз Зубайр дядько                   | Аз Зубайр дядько                   | Аз Зубайр дядько            | Аз Зубайр дядько            | Аз Зубайр дядько            | Аз Зубайр дядько            |                             |                             | Harith дядько    | Harith дядько    | Harith дядько            | Harith дядько            | Harith дядько            | Harith дядько            |                          |                          | Гамза ібн Абд аль-Мутталіб дядько | Гамза ібн Абд аль-Мутталіб дядько | Гамза ібн Абд аль-Мутталіб дядько       | Гамза ібн Абд аль-Мутталіб дядько       | Гамза ібн Абд аль-Мутталіб дядько       | Гамза ібн Абд аль-Мутталіб дядько       |                                         |                                         |  |  |  |  |  |  |
| Аміна бінт Вахб мати                    | Аміна бінт Вахб мати                    | Аміна бінт Вахб мати                    | Аміна бінт Вахб мати                    | Аміна бінт Вахб мати                    | Аміна бінт Вахб мати                    |                             |                             | Абдаллах ібн Абд аль-Муталіб батько | Абдаллах ібн Абд аль-Муталіб батько | Абдаллах ібн Абд аль-Муталіб батько | Абдаллах ібн Абд аль-Муталіб батько | Абдаллах ібн Абд аль-Муталіб батько | Абдаллах ібн Абд аль-Муталіб батько |                              |                              | Абу Таліб дядько                        | Абу Таліб дядько                        | Абу Таліб дядько                                 | Абу Таліб дядько                                 | Абу Таліб дядько                                 | Абу Таліб дядько                                 |                                                  |                                                  | Аз Зубайр дядько                   | Аз Зубайр дядько                   | Аз Зубайр дядько            | Аз Зубайр дядько            | Аз Зубайр дядько            | Аз Зубайр дядько            |                             |                             | Harith дядько    | Harith дядько    | Harith дядько            | Harith дядько            | Harith дядько            | Harith дядько            |                          |                          | Гамза ібн Абд аль-Мутталіб дядько | Гамза ібн Абд аль-Мутталіб дядько | Гамза ібн Абд аль-Мутталіб дядько       | Гамза ібн Абд аль-Мутталіб дядько       | Гамза ібн Абд аль-Мутталіб дядько       | Гамза ібн Абд аль-Мутталіб дядько       |                                         |                                         |  |  |  |  |  |  |
|                                         |                                         |                                         |                                         |                                         |                                         |                             |                             |                                     |                                     |                                     |                                     |                                     |                                     |                              |                              |                                         |                                         |                                                  |                                                  |                                                  |                                                  |                                                  |                                                  |                                    |                                    |                             |                             |                             |                             |                             |                             |                  |                  |                          |                          |                          |                          |                          |                          |                                   |                                   |                                         |                                         |                                         |                                         |                                         |                                         |  |  |  |  |  |  |
|                                         |                                         |                                         |                                         |                                         |                                         |                             |                             |                                     |                                     |                                     |                                     |                                     |                                     |                              |                              |                                         |                                         |                                                  |                                                  |                                                  |                                                  |                                                  |                                                  |                                    |                                    |                             |                             |                             |                             |                             |                             |                  |                  |                          |                          |                          |                          |                          |                          |                                   |                                   |                                         |                                         |                                         |                                         |                                         |                                         |  |  |  |  |  |  |
| Thuwaybah перша нянька                  | Thuwaybah перша нянька                  | Thuwaybah перша нянька                  | Thuwaybah перша нянька                  | Thuwaybah перша нянька                  | Thuwaybah перша нянька                  |                             |                             | Halimah друга нянька                | Halimah друга нянька                | Halimah друга нянька                | Halimah друга нянька                | Halimah друга нянька                | Halimah друга нянька                |                              |                              |                                         |                                         |                                                  |                                                  | Аббас дядько                                     | Аббас дядько                                     | Аббас дядько                                     | Аббас дядько                                     | Аббас дядько                       | Аббас дядько                       |                             |                             | Abu Lahab дядько            | Abu Lahab дядько            | Abu Lahab дядько            | Abu Lahab дядько            | Abu Lahab дядько | Abu Lahab дядько |                          |                          | 6 інших синів та 6 дочок | 6 інших синів та 6 дочок | 6 інших синів та 6 дочок | 6 інших синів та 6 дочок | 6 інших синів та 6 дочок          | 6 інших синів та 6 дочок          |                                         |                                         |                                         |                                         |                                         |                                         |  |  |  |  |  |  |
| Thuwaybah перша нянька                  | Thuwaybah перша нянька                  | Thuwaybah перша нянька                  | Thuwaybah перша нянька                  | Thuwaybah перша нянька                  | Thuwaybah перша нянька                  |                             |                             | Halimah друга нянька                | Halimah друга нянька                | Halimah друга нянька                | Halimah друга нянька                | Halimah друга нянька                | Halimah друга нянька                |                              |                              |                                         |                                         |                                                  |                                                  | Аббас дядько                                     | Аббас дядько                                     | Аббас дядько                                     | Аббас дядько                                     | Аббас дядько                       | Аббас дядько                       |                             |                             | Abu Lahab дядько            | Abu Lahab дядько            | Abu Lahab дядько            | Abu Lahab дядько            | Abu Lahab дядько | Abu Lahab дядько |                          |                          | 6 інших синів та 6 дочок | 6 інших синів та 6 дочок | 6 інших синів та 6 дочок | 6 інших синів та 6 дочок | 6 інших синів та 6 дочок          | 6 інших синів та 6 дочок          |                                         |                                         |                                         |                                         |                                         |                                         |  |  |  |  |  |  |
|                                         |                                         |                                         |                                         | Магомет                                 | Магомет                                 | Магомет                     | Магомет                     | Магомет                             | Магомет                             |                                     |                                     | Хадіджа перша дружина               | Хадіджа перша дружина               | Хадіджа перша дружина        | Хадіджа перша дружина        | Хадіджа перша дружина                   | Хадіджа перша дружина                   |                                                  |                                                  | Абдаллах ібн Аббас двоюрідний брат               | Абдаллах ібн Аббас двоюрідний брат               | Абдаллах ібн Аббас двоюрідний брат               | Абдаллах ібн Аббас двоюрідний брат               | Абдаллах ібн Аббас двоюрідний брат | Абдаллах ібн Аббас двоюрідний брат |                             |                             |                             |                             |                             |                             |                  |                  |                          |                          |                          |                          |                          |                          |                                   |                                   |                                         |                                         |                                         |                                         |                                         |                                         |  |  |  |  |  |  |
|                                         |                                         |                                         |                                         | Магомет                                 | Магомет                                 | Магомет                     | Магомет                     | Магомет                             | Магомет                             |                                     |                                     | Хадіджа перша дружина               | Хадіджа перша дружина               | Хадіджа перша дружина        | Хадіджа перша дружина        | Хадіджа перша дружина                   | Хадіджа перша дружина                   |                                                  |                                                  | Абдаллах ібн Аббас двоюрідний брат               | Абдаллах ібн Аббас двоюрідний брат               | Абдаллах ібн Аббас двоюрідний брат               | Абдаллах ібн Аббас двоюрідний брат               | Абдаллах ібн Аббас двоюрідний брат | Абдаллах ібн Аббас двоюрідний брат |                             |                             |                             |                             |                             |                             |                  |                  |                          |                          |                          |                          |                          |                          |                                   |                                   |                                         |                                         |                                         |                                         |                                         |                                         |  |  |  |  |  |  |
|                                         |                                         |                                         |                                         |                                         |                                         |                             |                             |                                     |                                     |                                     |                                     |                                     |                                     |                              |                              |                                         |                                         |                                                  |                                                  |                                                  |                                                  |                                                  |                                                  |                                    |                                    |                             |                             |                             |                             |                             |                             |                  |                  |                          |                          |                          |                          |                          |                          |                                   |                                   |                                         |                                         |                                         |                                         |                                         |                                         |  |  |  |  |  |  |
|                                         |                                         |                                         |                                         |                                         |                                         |                             |                             |                                     |                                     |                                     |                                     |                                     |                                     |                              |                              |                                         |                                         |                                                  |                                                  |                                                  |                                                  |                                                  |                                                  |                                    |                                    |                             |                             |                             |                             |                             |                             |                  |                  |                          |                          |                          |                          |                          |                          |                                   |                                   |                                         |                                         |                                         |                                         |                                         |                                         |  |  |  |  |  |  |
|                                         |                                         |                                         |                                         |                                         |                                         | Фатіма донька               | Фатіма донька               | Фатіма донька                       | Фатіма донька                       | Фатіма донька                       | Фатіма донька                       |                                     |                                     |                              |                              | Алі ібн Абі Таліб двоюрідний брат, зять | Алі ібн Абі Таліб двоюрідний брат, зять | Алі ібн Абі Таліб двоюрідний брат, зять          | Алі ібн Абі Таліб двоюрідний брат, зять          | Алі ібн Абі Таліб двоюрідний брат, зять          | Алі ібн Абі Таліб двоюрідний брат, зять          |                                                  |                                                  |                                    |                                    |                             |                             |                             |                             | Qasim син                   | Qasim син                   | Qasim син        | Qasim син        | Qasim син                | Qasim син                |                          |                          | Abd-Allah син            | Abd-Allah син            | Abd-Allah син                     | Abd-Allah син                     | Abd-Allah син                           | Abd-Allah син                           |                                         |                                         |                                         |                                         |  |  |  |  |  |  |
|                                         |                                         |                                         |                                         |                                         |                                         | Фатіма донька               | Фатіма донька               | Фатіма донька                       | Фатіма донька                       | Фатіма донька                       | Фатіма донька                       |                                     |                                     |                              |                              | Алі ібн Абі Таліб двоюрідний брат, зять | Алі ібн Абі Таліб двоюрідний брат, зять | Алі ібн Абі Таліб двоюрідний брат, зять          | Алі ібн Абі Таліб двоюрідний брат, зять          | Алі ібн Абі Таліб двоюрідний брат, зять          | Алі ібн Абі Таліб двоюрідний брат, зять          |                                                  |                                                  |                                    |                                    |                             |                             |                             |                             | Qasim син                   | Qasim син                   | Qasim син        | Qasim син        | Qasim син                | Qasim син                |                          |                          | Abd-Allah син            | Abd-Allah син            | Abd-Allah син                     | Abd-Allah син                     | Abd-Allah син                           | Abd-Allah син                           |                                         |                                         |                                         |                                         |  |  |  |  |  |  |
|                                         |                                         |                                         |                                         |                                         |                                         |                             |                             |                                     |                                     |                                     |                                     |                                     |                                     |                              |                              |                                         |                                         |                                                  |                                                  |                                                  |                                                  |                                                  |                                                  |                                    |                                    |                             |                             |                             |                             |                             |                             |                  |                  |                          |                          |                          |                          |                          |                          |                                   |                                   |                                         |                                         |                                         |                                         |                                         |                                         |  |  |  |  |  |  |
|                                         |                                         |                                         |                                         |                                         |                                         |                             |                             |                                     |                                     |                                     |                                     |                                     |                                     |                              |                              |                                         |                                         |                                                  |                                                  |                                                  |                                                  |                                                  |                                                  |                                    |                                    |                             |                             |                             |                             |                             |                             |                  |                  |                          |                          |                          |                          |                          |                          |                                   |                                   |                                         |                                         |                                         |                                         |                                         |                                         |  |  |  |  |  |  |
|                                         |                                         |                                         |                                         |                                         |                                         |                             |                             |                                     |                                     | Зайнаб дочка                        | Зайнаб дочка                        | Зайнаб дочка                        | Зайнаб дочка                        | Зайнаб дочка                 | Зайнаб дочка                 |                                         |                                         | Рукая дочка                                      | Рукая дочка                                      | Рукая дочка                                      | Рукая дочка                                      | Рукая дочка                                      | Рукая дочка                                      |                                    |                                    | Осман ібн Аффан зять        | Осман ібн Аффан зять        | Осман ібн Аффан зять        | Осман ібн Аффан зять        | Осман ібн Аффан зять        | Осман ібн Аффан зять        |                  |                  | Умм Кульсум дочка        | Умм Кульсум дочка        | Умм Кульсум дочка        | Умм Кульсум дочка        | Умм Кульсум дочка        | Умм Кульсум дочка        |                                   |                                   | Zayd прийомний син                      | Zayd прийомний син                      | Zayd прийомний син                      | Zayd прийомний син                      | Zayd прийомний син                      | Zayd прийомний син                      |  |  |  |  |  |  |
|                                         |                                         |                                         |                                         |                                         |                                         |                             |                             |                                     |                                     | Зайнаб дочка                        | Зайнаб дочка                        | Зайнаб дочка                        | Зайнаб дочка                        | Зайнаб дочка                 | Зайнаб дочка                 |                                         |                                         | Рукая дочка                                      | Рукая дочка                                      | Рукая дочка                                      | Рукая дочка                                      | Рукая дочка                                      | Рукая дочка                                      |                                    |                                    | Осман ібн Аффан зять        | Осман ібн Аффан зять        | Осман ібн Аффан зять        | Осман ібн Аффан зять        | Осман ібн Аффан зять        | Осман ібн Аффан зять        |                  |                  | Умм Кульсум дочка        | Умм Кульсум дочка        | Умм Кульсум дочка        | Умм Кульсум дочка        | Умм Кульсум дочка        | Умм Кульсум дочка        |                                   |                                   | Zayd прийомний син                      | Zayd прийомний син                      | Zayd прийомний син                      | Zayd прийомний син                      | Zayd прийомний син                      | Zayd прийомний син                      |  |  |  |  |  |  |
|                                         |                                         |                                         |                                         |                                         |                                         |                             |                             |                                     |                                     |                                     |                                     |                                     |                                     |                              |                              |                                         |                                         |                                                  |                                                  |                                                  |                                                  |                                                  |                                                  |                                    |                                    |                             |                             |                             |                             |                             |                             |                  |                  |                          |                          |                          |                          |                          |                          |                                   |                                   |                                         |                                         |                                         |                                         |                                         |                                         |  |  |  |  |  |  |
|                                         |                                         |                                         |                                         |                                         |                                         |                             |                             |                                     |                                     |                                     |                                     |                                     |                                     |                              |                              |                                         |                                         |                                                  |                                                  |                                                  |                                                  |                                                  |                                                  |                                    |                                    |                             |                             |                             |                             |                             |                             |                  |                  |                          |                          |                          |                          |                          |                          |                                   |                                   |                                         |                                         |                                         |                                         |                                         |                                         |  |  |  |  |  |  |
|                                         |                                         |                                         |                                         |                                         |                                         | Ali ibn Zainab онук         | Ali ibn Zainab онук         | Ali ibn Zainab онук                 | Ali ibn Zainab онук                 | Ali ibn Zainab онук                 | Ali ibn Zainab онук                 |                                     |                                     | Umamah bint Zainab онучка    | Umamah bint Zainab онучка    | Umamah bint Zainab онучка               | Umamah bint Zainab онучка               | Umamah bint Zainab онучка                        | Umamah bint Zainab онучка                        |                                                  |                                                  | Abd-Allah ibn Uthman онук                        | Abd-Allah ibn Uthman онук                        | Abd-Allah ibn Uthman онук          | Abd-Allah ibn Uthman онук          | Abd-Allah ibn Uthman онук   | Abd-Allah ibn Uthman онук   |                             |                             |                             |                             |                  |                  | Марія наложниця          | Марія наложниця          | Марія наложниця          | Марія наложниця          | Марія наложниця          | Марія наложниця          |                                   |                                   | Usama ibn Zayd прийомний онук           | Usama ibn Zayd прийомний онук           | Usama ibn Zayd прийомний онук           | Usama ibn Zayd прийомний онук           | Usama ibn Zayd прийомний онук           | Usama ibn Zayd прийомний онук           |  |  |  |  |  |  |
|                                         |                                         |                                         |                                         |                                         |                                         | Ali ibn Zainab онук         | Ali ibn Zainab онук         | Ali ibn Zainab онук                 | Ali ibn Zainab онук                 | Ali ibn Zainab онук                 | Ali ibn Zainab онук                 |                                     |                                     | Umamah bint Zainab онучка    | Umamah bint Zainab онучка    | Umamah bint Zainab онучка               | Umamah bint Zainab онучка               | Umamah bint Zainab онучка                        | Umamah bint Zainab онучка                        |                                                  |                                                  | Abd-Allah ibn Uthman онук                        | Abd-Allah ibn Uthman онук                        | Abd-Allah ibn Uthman онук          | Abd-Allah ibn Uthman онук          | Abd-Allah ibn Uthman онук   | Abd-Allah ibn Uthman онук   |                             |                             |                             |                             |                  |                  | Марія наложниця          | Марія наложниця          | Марія наложниця          | Марія наложниця          | Марія наложниця          | Марія наложниця          |                                   |                                   | Usama ibn Zayd прийомний онук           | Usama ibn Zayd прийомний онук           | Usama ibn Zayd прийомний онук           | Usama ibn Zayd прийомний онук           | Usama ibn Zayd прийомний онук           | Usama ibn Zayd прийомний онук           |  |  |  |  |  |  |
|                                         |                                         |                                         |                                         |                                         |                                         |                             |                             |                                     |                                     |                                     |                                     |                                     |                                     |                              |                              |                                         |                                         |                                                  |                                                  |                                                  |                                                  |                                                  |                                                  |                                    |                                    |                             |                             |                             |                             |                             |                             |                  |                  |                          |                          |                          |                          |                          |                          |                                   |                                   |                                         |                                         |                                         |                                         |                                         |                                         |  |  |  |  |  |  |
|                                         |                                         |                                         |                                         |                                         |                                         |                             |                             |                                     |                                     |                                     |                                     |                                     |                                     |                              |                              |                                         |                                         |                                                  |                                                  |                                                  |                                                  |                                                  |                                                  |                                    |                                    |                             |                             |                             |                             |                             |                             |                  |                  |                          |                          |                          |                          |                          |                          |                                   |                                   |                                         |                                         |                                         |                                         |                                         |                                         |  |  |  |  |  |  |
|                                         |                                         | Muhsin ibn Ali онук                     | Muhsin ibn Ali онук                     | Muhsin ibn Ali онук                     | Muhsin ibn Ali онук                     | Muhsin ibn Ali онук         | Muhsin ibn Ali онук         |                                     |                                     | Хасан ібн Алі онук                  | Хасан ібн Алі онук                  | Хасан ібн Алі онук                  | Хасан ібн Алі онук                  | Хасан ібн Алі онук           | Хасан ібн Алі онук           |                                         |                                         | Хусейн ібн Алі онук                              | Хусейн ібн Алі онук                              | Хусейн ібн Алі онук                              | Хусейн ібн Алі онук                              | Хусейн ібн Алі онук                              | Хусейн ібн Алі онук                              |                                    |                                    | Umm Kulthum bint Ali онучка | Umm Kulthum bint Ali онучка | Umm Kulthum bint Ali онучка | Umm Kulthum bint Ali онучка | Umm Kulthum bint Ali онучка | Umm Kulthum bint Ali онучка |                  |                  | Зайнаб бінт Алі онучка   | Зайнаб бінт Алі онучка   | Зайнаб бінт Алі онучка   | Зайнаб бінт Алі онучка   | Зайнаб бінт Алі онучка   | Зайнаб бінт Алі онучка   |                                   |                                   | Сафія десята дружина                    | Сафія десята дружина                    | Сафія десята дружина                    | Сафія десята дружина                    | Сафія десята дружина                    | Сафія десята дружина                    |  |  |  |  |  |  |
|                                         |                                         | Muhsin ibn Ali онук                     | Muhsin ibn Ali онук                     | Muhsin ibn Ali онук                     | Muhsin ibn Ali онук                     | Muhsin ibn Ali онук         | Muhsin ibn Ali онук         |                                     |                                     | Хасан ібн Алі онук                  | Хасан ібн Алі онук                  | Хасан ібн Алі онук                  | Хасан ібн Алі онук                  | Хасан ібн Алі онук           | Хасан ібн Алі онук           |                                         |                                         | Хусейн ібн Алі онук                              | Хусейн ібн Алі онук                              | Хусейн ібн Алі онук                              | Хусейн ібн Алі онук                              | Хусейн ібн Алі онук                              | Хусейн ібн Алі онук                              |                                    |                                    | Umm Kulthum bint Ali онучка | Umm Kulthum bint Ali онучка | Umm Kulthum bint Ali онучка | Umm Kulthum bint Ali онучка | Umm Kulthum bint Ali онучка | Umm Kulthum bint Ali онучка |                  |                  | Зайнаб бінт Алі онучка   | Зайнаб бінт Алі онучка   | Зайнаб бінт Алі онучка   | Зайнаб бінт Алі онучка   | Зайнаб бінт Алі онучка   | Зайнаб бінт Алі онучка   |                                   |                                   | Сафія десята дружина                    | Сафія десята дружина                    | Сафія десята дружина                    | Сафія десята дружина                    | Сафія десята дружина                    | Сафія десята дружина                    |  |  |  |  |  |  |
|                                         |                                         |                                         |                                         |                                         |                                         |                             |                             |                                     |                                     |                                     |                                     |                                     |                                     |                              |                              |                                         |                                         |                                                  |                                                  |                                                  |                                                  |                                                  |                                                  |                                    |                                    |                             |                             |                             |                             |                             |                             |                  |                  |                          |                          |                          |                          |                          |                          |                                   |                                   |                                         |                                         |                                         |                                         |                                         |                                         |  |  |  |  |  |  |
|                                         |                                         |                                         |                                         |                                         |                                         |                             |                             |                                     |                                     |                                     |                                     |                                     |                                     |                              |                              |                                         |                                         |                                                  |                                                  |                                                  |                                                  |                                                  |                                                  |                                    |                                    |                             |                             |                             |                             |                             |                             |                  |                  |                          |                          |                          |                          |                          |                          |                                   |                                   |                                         |                                         |                                         |                                         |                                         |                                         |  |  |  |  |  |  |
|                                         |                                         | Абу Бекр тесть                          | Абу Бекр тесть                          | Абу Бекр тесть                          | Абу Бекр тесть                          | Абу Бекр тесть              | Абу Бекр тесть              |                                     |                                     | Сауда друга / третя дружина*        | Сауда друга / третя дружина*        | Сауда друга / третя дружина*        | Сауда друга / третя дружина*        | Сауда друга / третя дружина* | Сауда друга / третя дружина* |                                         |                                         | Омар ібн Хаттаб тесть                            | Омар ібн Хаттаб тесть                            | Омар ібн Хаттаб тесть                            | Омар ібн Хаттаб тесть                            | Омар ібн Хаттаб тесть                            | Омар ібн Хаттаб тесть                            |                                    |                                    | Умм Салама шоста дружина    | Умм Салама шоста дружина    | Умм Салама шоста дружина    | Умм Салама шоста дружина    | Умм Салама шоста дружина    | Умм Салама шоста дружина    |                  |                  | Джувайрія восьма дружина | Джувайрія восьма дружина | Джувайрія восьма дружина | Джувайрія восьма дружина | Джувайрія восьма дружина | Джувайрія восьма дружина |                                   |                                   | Рамля одинадцята дружина                | Рамля одинадцята дружина                | Рамля одинадцята дружина                | Рамля одинадцята дружина                | Рамля одинадцята дружина                | Рамля одинадцята дружина                |  |  |  |  |  |  |
|                                         |                                         | Абу Бекр тесть                          | Абу Бекр тесть                          | Абу Бекр тесть                          | Абу Бекр тесть                          | Абу Бекр тесть              | Абу Бекр тесть              |                                     |                                     | Сауда друга / третя дружина*        | Сауда друга / третя дружина*        | Сауда друга / третя дружина*        | Сауда друга / третя дружина*        | Сауда друга / третя дружина* | Сауда друга / третя дружина* |                                         |                                         | Омар ібн Хаттаб тесть                            | Омар ібн Хаттаб тесть                            | Омар ібн Хаттаб тесть                            | Омар ібн Хаттаб тесть                            | Омар ібн Хаттаб тесть                            | Омар ібн Хаттаб тесть                            |                                    |                                    | Умм Салама шоста дружина    | Умм Салама шоста дружина    | Умм Салама шоста дружина    | Умм Салама шоста дружина    | Умм Салама шоста дружина    | Умм Салама шоста дружина    |                  |                  | Джувайрія восьма дружина | Джувайрія восьма дружина | Джувайрія восьма дружина | Джувайрія восьма дружина | Джувайрія восьма дружина | Джувайрія восьма дружина |                                   |                                   | Рамля одинадцята дружина                | Рамля одинадцята дружина                | Рамля одинадцята дружина                | Рамля одинадцята дружина                | Рамля одинадцята дружина                | Рамля одинадцята дружина                |  |  |  |  |  |  |
|                                         |                                         |                                         |                                         |                                         |                                         |                             |                             |                                     |                                     |                                     |                                     |                                     |                                     |                              |                              |                                         |                                         |                                                  |                                                  |                                                  |                                                  |                                                  |                                                  |                                    |                                    |                             |                             |                             |                             |                             |                             |                  |                  |                          |                          |                          |                          |                          |                          |                                   |                                   |                                         |                                         |                                         |                                         |                                         |                                         |  |  |  |  |  |  |
|                                         |                                         | Айша друга / третя дружина*             | Айша друга / третя дружина*             | Айша друга / третя дружина*             | Айша друга / третя дружина*             | Айша друга / третя дружина* | Айша друга / третя дружина* |                                     |                                     | Зайнаб п'ята дружина                | Зайнаб п'ята дружина                | Зайнаб п'ята дружина                | Зайнаб п'ята дружина                | Зайнаб п'ята дружина         | Зайнаб п'ята дружина         |                                         |                                         | Хафса четверта дружина                           | Хафса четверта дружина                           | Хафса четверта дружина                           | Хафса четверта дружина                           | Хафса четверта дружина                           | Хафса четверта дружина                           |                                    |                                    | Зайнаб сьома дружина        | Зайнаб сьома дружина        | Зайнаб сьома дружина        | Зайнаб сьома дружина        | Зайнаб сьома дружина        | Зайнаб сьома дружина        |                  |                  | Райхана дев'ята дружина  | Райхана дев'ята дружина  | Райхана дев'ята дружина  | Райхана дев'ята дружина  | Райхана дев'ята дружина  | Райхана дев'ята дружина  |                                   |                                   | Маймуна дванадцята / тринадцята дружина | Маймуна дванадцята / тринадцята дружина | Маймуна дванадцята / тринадцята дружина | Маймуна дванадцята / тринадцята дружина | Маймуна дванадцята / тринадцята дружина | Маймуна дванадцята / тринадцята дружина |  |  |  |  |  |  |
|                                         |                                         | Айша друга / третя дружина*             | Айша друга / третя дружина*             | Айша друга / третя дружина*             | Айша друга / третя дружина*             | Айша друга / третя дружина* | Айша друга / третя дружина* |                                     |                                     | Зайнаб п'ята дружина                | Зайнаб п'ята дружина                | Зайнаб п'ята дружина                | Зайнаб п'ята дружина                | Зайнаб п'ята дружина         | Зайнаб п'ята дружина         |                                         |                                         | Хафса четверта дружина                           | Хафса четверта дружина                           | Хафса четверта дружина                           | Хафса четверта дружина                           | Хафса четверта дружина                           | Хафса четверта дружина                           |                                    |                                    | Зайнаб сьома дружина        | Зайнаб сьома дружина        | Зайнаб сьома дружина        | Зайнаб сьома дружина        | Зайнаб сьома дружина        | Зайнаб сьома дружина        |                  |                  | Райхана дев'ята дружина  | Райхана дев'ята дружина  | Райхана дев'ята дружина  | Райхана дев'ята дружина  | Райхана дев'ята дружина  | Райхана дев'ята дружина  |                                   |                                   | Маймуна дванадцята / тринадцята дружина | Маймуна дванадцята / тринадцята дружина | Маймуна дванадцята / тринадцята дружина | Маймуна дванадцята / тринадцята дружина | Маймуна дванадцята / тринадцята дружина | Маймуна дванадцята / тринадцята дружина |  |  |  |  |  |  |

## Сподвижники
Першими людьми, що пішли за Магометом й прийняли іслам, після його дружини Хадіджі, були:
- Алі ібн Абі Таліб, був двоюрідним братом і зятем пророка Магомета. Коли курайшити опинилися у важкому становищі Магомет взяв його під опіку, щоб допомогти своєму дядькові.
- Зайд ібн Харіса ібн Шурахбіль ібн Кааб,
- Абу Бакр ібн Абу Кухафа,
- Осман ібн Аффан,
- аз-Зубайр ібн аль-Аввам ібн Хувейлід,
- Абд ар-Рахман ібн Ауф,
- Саад ібн Абу Ваккас,
- Тальха ібн Убейдуллах.

Сахаби які передали найбільше число хадисів:
- Абу Хурайра — 5374 хадис
- Абдуллах ібн Умар — 2630 хадисів
- Анас ібн Малік — 2286 хадис
- Аїша — 2210 хадисів
- Абдаллах ібн Аббас — 1660 хадисів
- Джабір ібн Абдуллах — 1500 хадисів

Найгідніші почестей (з сахабів) в мусульманському світі:
- На думку сунітів найгіднішими є: Абу Бакр, Умар, Усман, Алі ібн Абі Таліб.
- Потім після них ідуть ті, кому за життя була обіцяна радісна звістка про райське життя: Абу Бакр, Умар, Усман, Алі ібн Абі Таліб, Тальха ібн Убайдулла, аз-Зубайр ібн аль-Аввам, Са'д ібн Абу Ваккас, Абу Убайда ібн Джаррах, Са'д ібн Зайд і Адб-Рахман ібн Ауф.
- Потім ідуть учасники битви при Бадрі, учасники битви при Ухуді.

За 15 століть послідовники Магомета розділилися на три основні гілки носіїв його вчення: суніти складають близько 90 % мусульман, шиїти близько 10 %, послідовники ібадизму менше 1 %. Самі ж ці напрями крім основних течій мають ще кілька підгруп, які виокремилися завдяки харизматичним та впливовим богословам, які сформували свої окремішні школи вчення Магомета в рамках своєї основної теологічної гілки. Також слід відзначити окремо категорію суфістів, яка формувалася з найортодоксальніших послідовників всіх цих мусульманських релігійних течій.
Такі розбіжності в послідовників вчення Магомета пояснюється самим ставлення людини до Бога через Коран і релігійну свободу, таке вчення призвело до поширення релігійних течій. Відсутність формації вищого духовенства припускає існування різних правових стандартів в віровченні, а також різні релігійні школи. Після смерті Магомета, релігійні відмінності та значний злет арабського світу та його територіальні завоювання спричинили до політичного суперництва поміж послідовниками Магомета. Це також наклало суттєвий відбиток на урізноманітнення релігійних течій та відходження від першоджерел й тлумачення їх через призму уже тодішніх, наділених владою, послідовників вчення Магомета.

## Місце серед інших пророків ісламу

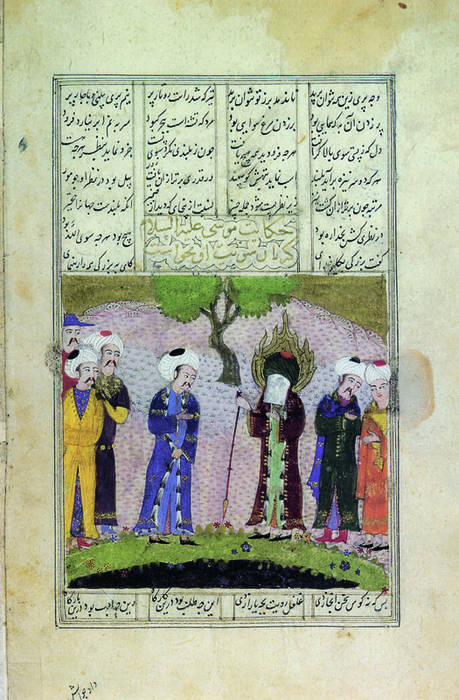
Муса і Магомет з ангелом Джабраїлом

Іслам, окрім Магомета, визнає також й інших пророків (є версії про те, що їх було 124 тисячі, є версії, що їх було 224 тисяч), але при цьому застерігає, що Магомет є не просто одним із пророків, але останнім у ланцюзі всіх посланців божих і пророків. Крім того, він посланий не до окремого міста, села, чи народові, як це було з усіма іншими посланцями (у тому числі і Ісою — Ісусом), а до всіх людей на землі. Його шаріат (тобто комплекс морально-етичних та релігійно-юридичних правил і принципів), згідно з ученням ісламу, буде дійсний до самого Судного Дня. За цим теологічним законом всі шаріати, з якими приходили інші пророки, втратили свою силу (усі вони носили тимчасовий характер). Таким чином, мусульмани, приймаючи такі Священні Писання, як Тора і Євангеліє, не визнають дію їх законів, а крім того вказують на те, що вони згодом були перекручені людьми.
Магомет займає найвище становище серед пророків (тому один з його епітетів — „Пан пророків“). Згідно з ісламом, віра в пророчу місію Магомета є обов'язковою для всіх людей, у тому числі і для християн та юдеїв, які повинні були послідувати його заклику і прийняти останній шаріат.

## Подорож до Раю
Мухаммеда з сарказмом висміювала верхівка знаті, заперечуючи його богообраність, оскільки він був звичайною людиною, яка ходила на ринок, вживала їжу, не творила чудес. Одноплемінники вимагали від Мухаммеда підтвердити свою богообраність, зокрема, піднятися на небо і принести Священну книгу.
Викликом для невірних є піднесення на небо (міраж). Воно відбулось приблизно 617 або 619. Осідлавши крилату кобилу ал-Бурак, Мухаммед відвідав Єрусалим, а потім піднісся на небо. Кілька джерел зберегли свідчення про цю екстатичну подорож, хоч і розповідають про неї по-різному. Одна оповідь засвідчує, що подорож тривала тільки мить: із глечика, який перевернув Мухаммед, відправляючись у подорож, не встиг вилитись його вміст.
Мухаммед під час подорожі побачив пекло і рай, наблизився до престолу Аллаха. Друга оповідь згадує про драбину до небесних воріт, якою піднімався Мухаммед разом із ангелом Джабраїлом. Діставшись неба, Мухаммед спілкувався з Аллахом, який розказав, що обрав його першим із-поміж інших пророків, назвав „другом“ і дав Священну Книгу Коран, а також відкрив деякі екзотичні знання, які не можна передавати правовірним.
За деякими переказами, у супроводі Джабраїла Мухаммед зробив сходження на небо по сходам янголів і відвідав сім небес. На першому небі сам Адам відкрив пророкові небесні брами; на другому він зустрів пророків Яхью та Ісу; на третьому — Юсуфа; на четвертому — Ідріса; на п'ятому Харуна; на шостому — Мусу; на сьомому, вищому небі сидів праотець і патріарх усіх пророків Ібрахим, який показав Мухаммеду Рай. Всі пророки вітали Мухаммеда як брата. А коли з сьомого неба Мухаммед з'явився до престолу Аллаха, то розмовляв з ним, вимовивши 99 тисяч слів.
Потім Мухаммед був повернутий в Мекку. Розповідаючи про цю подорож, Мухаммед підкреслив, що вона відбувалась миттєво: повернувшись в Мекку, він виявив, що ліжко його не охололо, а з глека, перекинутого Джабраїлом навіть не встигла витекти вода.

## Передумови феномену Магомета
Аравійський півострів в основному посушлива піщана територія із вулканічними та скельними породами, що робить його непридатним для ведення сільського господарства-рільництва, за винятком ряду оаз і територій поблизу джерел води. Тому мешканці цих територій гуртувалися навколо таких рідкісних благодатних водою місць та здебільшого займалися скотарством. Півострів усіяний невеличкими містами, два з яких були найбільші в своїй окрузі — Мекка і Медина. Медина була великим процвітаючим сільськогосподарським поселенням, а Мекка була важливим фінансовим центром для багатьох сусідніх племен. Більшість жителів півострова жили закритими родинами, общинне життя було вкрай необхідне для виживання в пустелі, коли люди потребували підтримки один одного, щодо жорстких пустельних умов і способу життя. Племінні групи було рекомендовано у зв'язку з необхідністю діяти як єдине ціле, ця єдність, була здебільшого заснована на узах спорідненості по крові. Корінні араби були або кочовими або осідлими. Бедуїни (були кочовиками) перебували в стані постійних мандрів, переміщаючись з одного місця в інше, в пошуках води і пасовищ для своїх овець. А осідлі племена здебільшого притримувалися своїх родинних територій і орієнтувалися в своїй діяльності на торгівлю та сільське господарство. Кочовики сповідували також традицію набігів на каравани і оази, оскільки в своїх суспільних уявах не вважали таку поведінку як злочин.
У доісламскої Аравії, богів чи богинь вшановували як своїх захисників окремі племена по різному та й боги в них були різні. Їх вибір божественості асоціюються з незрозумілими для них природними явищами помноженими на їх уявлення та тогочасні світоглядні поняття — тому вони уважали за священні чи божества свої дерева, каміння, джерела і колодязі…. В Мецці було їх найвідоміше місце щорічного паломництва до святині тутешньої — каменя Кааби там навколо й розміщувалися 360 ідолів-статуй як різноманітних покровителів племен, тим самим будучи племінними божествами. Поряд з цим богам, араби таки поділяли спільні для себе певні вірування, а саме, в верховне божество, якого називали Аллах (на їх мові буквально «бог»), який був далекий від вирішення їх повсякденних проблем і, отже, не вважався за предмет культу або ритуалу. Зважали більше на трьох богинь, які були пов'язані з Аллахом, як його дочки — Аллат, Манат і Аль-Узза. Монотеїстичні громади існували в Аравії давно й до їх числа входили християни та євреї. Вірування Ганіфс — рідне, саме, для доісламских арабських племен монотеїстів — іноді згадується у записах євреїв і християн в доісламський період Аравії, хоча їх історичність оскаржується серед вчених, особливо ісламських. За мусульманською традицією, сам Магомет був Ханіф і один з нащадків Ісмаїла, сина Авраама.

## Ставлення до природи
Магомета можна вважати одним із перших екофілософів. Численні висловлювання і притчі, пов'язані з ним, є прикладом глибокого етичного ставлення до живих істот.
Магомет вчив, що охорона природи повинна здійснюватися альтруїстично, а не тільки для того, щоб люди могли максимально користуватися її ресурсами. Навіть напередодні Судного дня люди повинні поводитися гідно, бо Магомет сказав: «Якщо прийде Судний день і в тебе на долоні буде паросток пальми, ти повинен його посадити. Навіть якщо буде втрачена будь-яка надія, посадка повинна продовжуватися, адже посадка рослин — це добра справа сама по собі». Посадка пальмового паростка продовжує життя, навіть якщо від неї немає прямої вигоди. Магомет говорив, що деякі рослини благословенні як мусульмани, особливо пальма. Він навіть заявив, що посадка дерев може бути заміною милостині.
Коли Магомет став правителем Мекки і Медини, він оголосив, що всі дерева в цих містах знаходяться під його захистом. «Я оголошую Медину, і все, що знаходиться між її двома гірськими стежками, святим, і зривати листя тут можна лише для прохарчування коней», «Дичину Мекки не можна тривожити, а її свіжі трави — зрізати. У людини, яка зрубала дерево, сокиру буде конфісковано».
Магомет закликав дбати не лише про тварин і рослини, а й про гори, як божі створіння. Коли гору Ухуд потряс землетрус, він заспокоїв її: «Будь спокійна, Ухуд». Магомет вчив, що все створене Аллахом свято — «вся ця земля — мечеть». Не можна проклинати природу (через стихійні лиха). Магомет вчив: «Не лайте природу, адже вона підпорядковується господу богу».
З часів пророка Магомета в практиці мусульман стали застосовуватися концепції «хариму» і «хіми» — нічийних природних зон, свого роду прообрази заповідників. Але особливо пророк Магомет відомий своїми етичними діями і повчаннями на захист тварин. Одна з його заповідей така: «Справжній віруючий — той, хто не шкодить іншим своїми думками, словами і справами», а також «Хто добрий до істот божих, той добрий до себе».
Якось пророк Магомет розповів історію, як одного разу його вкусила мурашка, і тому він наказав спалити мурашник. Дізнавшись про це, Аллах відчитав його. Товариші Магомета забрали пташенят з гнізда одного птаха. Коли пророк побачив пташку-матір, котра кружляла в нестямі, він запитав: «Хто образив почуття цієї пташки, забравши її пташенят?» І наказав повернути їх назад в гніздо. Магомет як повчання розповідав ще історію про одну жінку, яку Аллах покарав за те, що вона тримала під замком кота і той помер від голоду.
Екологічна етика, що її проповідував Магомет, не обмежується лише фізичним захистом, вона забороняє навіть словами ображати тварин. Якось Магомет почув, як одна жінка лаяла верблюдицю. Він покартав жінку, сказавши: «Залиш її в спокої».
Глибоку мораль закладено в наступному вислові пророка ісламу: «Всі істоти залежать від бога (Аллаха), і понад усіх бог (Аллах) любить тих, хто робить добро іншим істотам божим».
Як приклад Магомет розповів таку історію: «Один чоловік ішов по дорозі і відчув сильну спрагу. Тут він раптом побачив колодязь, заліз у нього і напився. А коли виліз назовні, то помітив пса, що важко дихав і від спраги жував землю, і сказав собі: „Цей собака також хоче пити, як і я хотів“. Тому він знову заліз у колодязь, набрав води в капець, і тримаючи його в роті, виліз і дав собаці напитися. І Аллах подякував йому за цей вчинок». Ті, хто його слухав, запитали: «О, посланцю Аллаха, чи є для нас нагорода в тваринах?» Він відповів: «Нагорода буде в кожному доброму вчинку до тварини». Розповідають, що одного разу Магомет залишив на землі свій верхній одяг, щоб не турбувати кота, що спав на ньому...
У своїх притчах і проповідях пророк Магомет вчив людей ставитися до тварин з любов'ю, добротою, участю і співчуттям. Він вказував на те, що тварини, як і людина, мають особливу суспільну цінність, бо створені Аллахом. Пророк вважав всі живі створіння гідними захисту і м'якого поводження. Одного разу його запитали, чи буде за милосердя, проявлене до тварин, нагорода від бога. Він відповів коротко: «За милосердя, проявлене до кожного створіння з вологим серцем буде нагорода». Вологість серця — це вказівка на життя. Таким чином, милосердя можна проявляти до всіх живих істот.